# Leeuwarden
Leeuwarden (zapadnofrizijski: Ljouwert) je glavni grad nizozemske provincije Frizije.
Prema popisu iz 2023. godine, imao je 127.073 stanovnika.

## Zemljopisne karakteristike
Leeuwarden leži na sjeveru Nizozemske, na križanju kanala Harinxma i Dokkumer Ee.

## Povijest
Leeuwarden se formirao u ranom srednjom vijeku kao luka na Middelzeeu, nekadašnjem plitkom estuariju koji je isušen još u 13. stoljeću. 
Status grada dobio je 1435., a u 1504. godini, postao je prijestolnica Frizije. Od 1582. do 1747. grad je bio rezidencija frizijskih vladara dinastije Orange-Nassau, predaka današnje nizozemske kraljevske obitelji. Grad je od 16. do 18. stoljeća bio poznato središte zlatarstva i svilarstva, a i danas je gospodarsko središte Frizije.

## Znamenitosti
Najveće znamenitosti Leeuwardena su renesansna Kancelarija, palača koja je originalno bila sjedište frizijske vlade i suda, stara tržnica Waag iz 1598., Gradska vijećnica (Stadhuis) iz 1724. i nedovršeni zvonik Oldehove, crkve sv. Bonifacija iz 1529., visok 40 metara koji je poput onog u Pisi blago nagnut.
Grad ima i brojne muzeje od kojih su najznačajniji Muzej Frizije – Fries Museum (on je i najveći provincijski muzej u državi), u kom se pored stalnog postava održavaju i brojne kvalitetne izložbe. Pored tog tu je i Muzej Princessehof koji izlaže keramiku orijentalnu umjetnost, i Muzej Pier Pander u kom su izložena djela tog kipara.

## Gradska privreda
Leeuwarden je značajni željeznički čvor, i poznato tržište stoke (Frieslandhal), kako je središte kraja u kom se proizvode velike količine mlijeka, ima i brojne pogone za njegovu preradu. Grad je i veliko administrativno, obrazovno i financijsko središte. 

## Galerija
- Središte
- Crkva
- Poslovni neboder "Achmaetoren"
- Most
- Sjedište Frizijske banke

## Vanjske poveznice
- Službena stranica grada (nizoz.)
- Leeuwarden na portalu Encyclopædia Britannica (engl.)